# Magistrats européens pour la démocratie et les libertés
« MEDEL » redirige ici.  Pour les autres significations, voir Medel.
L'association des Magistrats européens pour la démocratie et les libertés (MEDEL) est une association fondée en 1985, à l’initiative de dix associations ou syndicats de magistrats représentatifs de six États européens. Dès la fondation, les associations membres ont été autant celles de juges que de procureurs.

## Présentation
L’idée remontait aux débats qui avaient eu lieu lors d’échanges internationaux à l’École nationale de la magistrature de Bordeaux, et à un colloque organisé en 1983 par le Syndicat de la Magistrature et l’Université de Lille, sur le thème de la justice et de la démocratie en Europe, dont les actes ont été publiés sous le titre : « Être juge demain ».
En 2012, MEDEL regroupe 22 associations nationales de magistrats, juges et procureurs, représentatives dans dix États européens :
- En Allemagne : Vereinte Dienstleistungsgewerkschaft Ver.di [Fachausschuss Richter und Staatsanwälte] et Neue Richtervereinigung NRV ;
- En Belgique : Association syndicale des magistrats (ASM) et Magistratuur & Maatschappij ;
- À Chypre : Association des juges de Chypre (Énosi Dikastón Kýprou) ;
- En Espagne : Jueces para la democracia et Union progresista de  fiscales ;
- En France : Syndicat de la magistrature ;
- En Grèce : Association des magistrats grecs (Eteria Elinon Dikastikon Litourgon gia ti Demokratia ke tis Elefteries) ;
- En Italie : Magistratura democratica (MD) et Movimento per la Giustizia ;
- En Pologne : Iustitia et Association des procureurs de Pologne (Stowarzyszenie Prokuratorów z Polska) ;
- Au Portugal : Associação Sindical dos Juizes Portugueses et ASJP et Sindicato dos Magistrados do Ministerio Público – SMMP) ;
- En République tchèque : l'association des juges (Soudcovska Unie České Republiky) et l'association des procureurs (Unie statnich zastupcu Česke republiky) ;
- En Roumanie : Union nationale des juges roumains (Uniunea Naţională a Judecătorilor din România) ;
- En Serbie : l'association des juges (Društvo sudija Srbije) et l'association des procueurs (Udruženje javnih tužilaca i zamenika javnih tužilaca Srbije) ;
- En Turquie : Yarsav.

MEDEL a pour objectifs :
- la défense de l'indépendance du pouvoir judiciaire ;
- le respect en toutes circonstances des valeurs propres à l'État de droit démocratique ;
- la promotion de la culture juridique démocratique européenne ;
- la démocratisation de la magistrature ;
- le droit effectif des magistrats aux libertés d'expression, de réunion et d'association ;
- le respect des droits des minorités et des différences, notamment des droits des immigrés et des plus démunis, dans une perspective d'émancipation sociale des plus faibles.

MEDEL est observateur au Conseil de l'Europe.